# Берсенев, Роман Генрихович
Роман Генрихович Берсенев (1972—1998) — заместитель командира по воспитательной работе отдельной инженерно-сапёрной роты Миротворческих сил Российской Федерации в составе Коллективных сил по поддержанию мира СНГ в Республике Абхазия, гвардии старший лейтенант, погиб в зоне грузино-абхазского конфликта. Герой Российской Федерации (1998, посмертно).

## Биография
Роман Берсенев родился 29 февраля 1972 года в Пензе. Окончил среднюю школу № 1 в 1989 году, затем Пензенский архитектурно-строительный институт по специальности «инженер-строитель-технолог», и военную кафедру при нём, в 1994 году, после чего работал на пензенских предприятиях.
В ноябре 1997 года Берсенев был призван на военную службу в Вооружённых Силы Российской Федерации офицером на два года. Проходил службу в Уральском военном округе, командовал группой разведки 1614-го отдельного инженерно-сапёрного батальона, 27-й гвардейской мотострелковой дивизии, дислоцировавшейся в Оренбургской области. В марте 1998 года Берсенев был направлен в состав Коллективных сил СНГ по поддержанию мира в Абхазии, был там заместителем командира отдельной инженерно-сапёрной роты по воспитательной работе.
Принимал участие в мероприятиях по разминированию, освоил все типы фугасов, лично обезвредил более десяти зарядов, в том числе четыре боеголовки от тактической ракеты «Луна-М».

Могила Романа Берсенева

12 июля 1998 года во главе группы инженерной разведки местности Берсенев был направлен на место подрыва российского БТР в Гальском районе Абхазии. При подъезде к месту диверсии в районе поста миротворцев № 207 противник устроил засаду. После подрыва Берсенев был тяжело ранен в спину осколком. В бою погибли Берсенев и четыре военнослужащих по призыву, однако группу удалось спасти от полного разгрома.
Указом Президента Российской Федерации от 11 ноября 1998 года за «мужество и героизм, проявленные при выполнении воинского долга» старший лейтенант Роман Берсенев посмертно был удостоен высокого звания Героя Российской Федерации с вручением медали «Золотая Звезда».
Похоронен на Аллее Славы Новозападного кладбища города Пензы.